# Rozjdestvenskaja kolybelnaja
Arvo Pärt componeerde zijn Rozjdestvenskaja kolybelnaja (Russisch: Рождественская колыбельная, Kerstwiegelied) in 2002. Hoewel de titel wijst op een liedje voor kinderen is dat niet wat Pärt bedoelde met zijn werk. Het wiegeliedje is een liedje voor kinderen en voor het kind in iedereen. Hij omschreef het als een glimp van het Paradijs.
De opdracht voor het werk kwam van Jordi Savall van het zangensemble Ensemble Hesperion XXI. Het lied is opgedragen aan Jordi Savall (dirigent), Montserrat Figueras (zang) en Arianna Savall (zang). Het werk was in eerste instantie niet bedoeld als concertrepertoire. Het is geschreven voor het album Ninna Nanna, een album met slaap- en wiegeliedjes van 1550 tot en met 2002, dat verscheen op het platenlabel Alia-Vox, gespecialiseerd in vroege zangmuziek. Het Ests wiegeliedje vormde dan ook een tandem met het Eesti hällilaul, voor diezelfde gelegenheid geschreven. De tekst voor het kerstlied bevat de tekst van Lucas 2:7: "En ze bracht een zoon ter wereld, haar eerstgeborene. Ze wikkelde hem in een doek en legde hem in een voederbak, omdat er voor hen geen plaats was in het nachtverblijf van de stad." 
Zoals Pärt vaker met zijn werken deed, kwamen er in de loop van de jaren andere versies uit zijn pen. In dit geval voor:
- dameskoor of twee zangstemmen en strijkorkest
- dameskoor met 4 altviolen, 4 celli